# 凌大塘站
凌大塘站位于中华人民共和国安徽省合肥市包河区南二环路与桐城南路交叉口地下，是合肥轨道交通5号线的地铁车站。工程站名桐城南路站，曾计划命名为南二环站，于2022年12月26日开通。

## 车站结构
凌大塘站位于桐城南路与南二环路交叉口西侧，沿南二环东西向布置，车站为地下两层单柱双跨岛式站台，站台宽度12m，设4个出入口，2组风亭，1座冷却塔。